# La Iglesia (Arredondo)
La Iglesia es una localidad del municipio de Arredondo (Cantabria, España). La localidad está a una altitud de 267 metros sobre el nivel del mar, y está a una distancia de 4,5 kilómetros de la capital municipal, Arredondo. En el año 2008 contaba con una población de 118 habitantes (INE).
- Datos: Q5963834